# Cherine Anderson
Cherine Anderson (n. 25 septembrie 1984, Kingston, Jamaica) este una dintre cele mai versatile artiste din Jamaica, cu o carieră care îmbină muzica reggae și dancehall cu actorie, activism și antreprenoriat.

## Biografie

### Începuturi
Cherine Anderson s-a născut și a crescut în Kingston, Jamaica. De mică, a fost atrasă de artă, în special de muzică și actorie. A urmat studiile la prestigiosul Edna Manley College of the Visual and Performing Arts, unde și-a dezvoltat abilitățile vocale și interpretative.
Primii pași în carieră i-a făcut ca actriță, dar pasiunea ei pentru muzică a condus-o către o carieră de succes în industria reggae și dancehall.

### Cariera actoricească
Cherine și-a făcut debutul în lumea filmului cu două producții importante din cinematografia jamaicană:

#### Dancehall Queen(1997)
- A interpretat rolul Tanya, fiica personajului principal.
- Filmul este considerat un clasic jamaican și a contribuit la popularizarea culturii dancehall la nivel internațional.
- Prin acest rol, Cherine și-a demonstrat talentul actoricesc și a atras atenția regizorilor.

#### One Love(2003)
- În acest film, a jucat alături de Ky-Mani Marley, fiul legendarului Bob Marley.
- A interpretat rolul unui personaj care se îndrăgostește de un tânăr muzician, într-o poveste de dragoste care explorează diferențele culturale și religioase.
- Filmul a fost apreciat pentru mesajul său pozitiv și pentru coloana sonoră reggae.

### Cariera muzicală
După succesul în actorie, Cherine a decis să se concentreze mai mult pe muzică. A devenit cunoscută pentru vocea ei puternică și pentru capacitatea de a îmbina reggae-ul tradițional cu elemente moderne de R&B, soul și hip-hop.

#### Colaborări de succes
Cherine a lucrat cu unii dintre cei mai importanți artiști reggae și internaționali:
- Sly & Robbie – Legendarul duo de producători jamaicani a fost printre primii care au susținut-o.
- Chuck Fenda – Single-ul lor, Coming Over, a devenit un hit reggae.
- Michael Franti & Spearhead – Cherine a colaborat pe albumul Yell Fire! și a participat la turnee internaționale.
- Ky-Mani Marley – A colaborat cu el pentru mai multe proiecte muzicale.

#### Concerte și turnee internaționale
Cherine a avut oportunitatea de a cânta pe scene mari din întreaga lume, inclusiv:
- Reggae Sumfest (Jamaica)
- Summer Jam (Germania)
- Rototom Sunsplash (Spania)
- A fost invitată să deschidă concerte pentru John Mayer, Counting Crows și Augustana.

### Activism și Reach One Child Foundation
Cherine Anderson nu este doar o artistă, ci și o susținătoare activă a educației și a mentoratului pentru tineri. A fondat Reach One Child Foundation, o organizație care oferă burse și sprijin educațional copiilor defavorizați din Jamaica.
Prin această inițiativă, Cherine a reușit să ajute sute de tineri să-și continue studiile și să-și dezvolte potențialul.

### Stil muzical și influență
Cherine a fost una dintre primele artiste reggae care au combinat dancehall, reggae roots și R&B într-un stil unic, atrăgând atât fanii tradiționali ai reggae-ului, cât și publicul internațional.
Influențele ei muzicale includ artiști precum Bob Marley, Lauryn Hill, Erykah Badu și Tanya Stephens.

### Moștenire și impact
Cherine Anderson rămâne una dintre cele mai apreciate artiste din Jamaica datorită talentului, versatilității și implicării sociale. Muzica și filmele ei au inspirat o nouă generație de artiști reggae și dancehall.